# Moritzpfennig

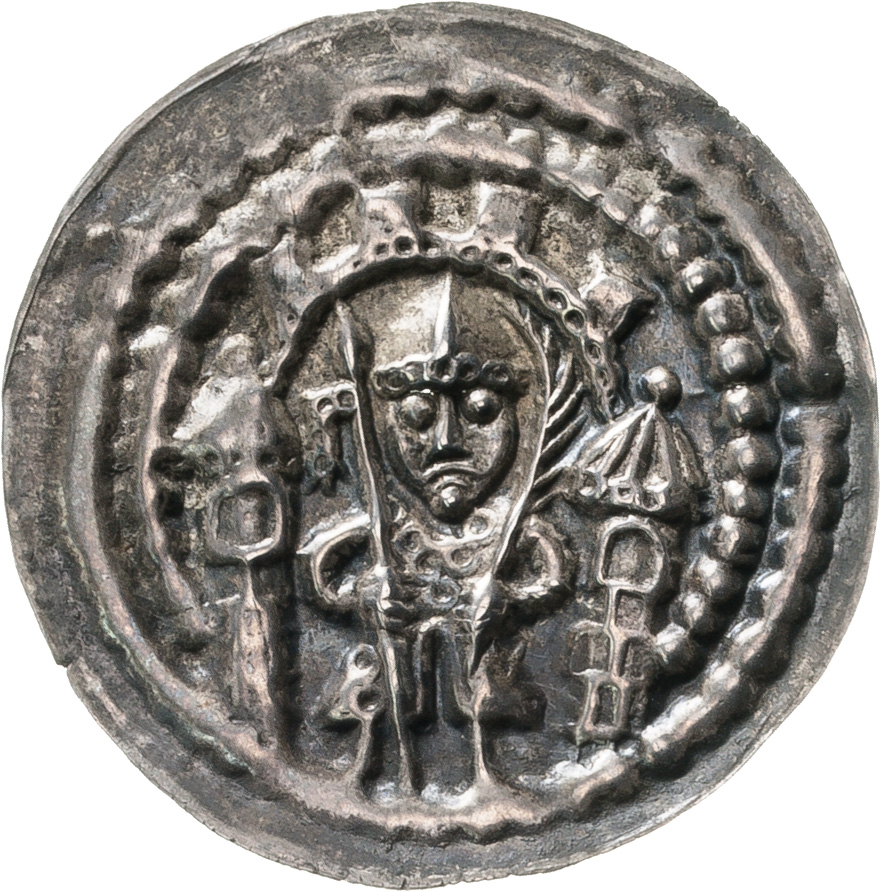
Moritzpfennig als Brakteat, 12. Jahrhundert

Der Moritzpfennig ist eine mittelalterliche Silbermünze, die zwischen dem 11. und 15. Jahrhundert im Erzbistum Magdeburg geprägt wurde. Benannt nach dem heiligen Mauritius, dem Schutzpatron des Magdeburger Doms, gehörte diese Münze zu den bedeutenden regionalen Pfennigen des Hochmittelalters.

## Geschichte und Entwicklung
Die Prägung des Moritzpfennigs begann unter der Herrschaft von Kaiser Heinrich III. (1039–1056). Die frühesten Exemplare sind zweiseitige Denare mit dem Kopfbild des heiligen Mauritius auf der Hauptseite. Um 1130–1140 wandelte sich die Prägetechnik: Der Moritzpfennig entwickelte sich zum Brakteaten, einer einseitig geprägten, dünnen Silbermünze mit ausgeprägtem Relief, bzw. zum nachfolgenden Hohlpfennig.
Die Prägung erfolgte hauptsächlich in Magdeburg, aber auch in Halle unter der Autorität der Magdeburger Erzbischöfe. Die große Anzahl geprägter Moritzpfennige lässt darauf schließen, dass eine Deutung als reine Sedisvakanzprägung unwahrscheinlich ist. Der Numismatiker Arthur Suhle vermutete, dass das Domkapitel maßgeblich an der Prägung beteiligt war und möglicherweise zeitweise das Münzrecht innehatte.
Eine gravierende Münzverschlechterung unter Erzbischof Albrecht IV. von Querfurt führte zwischen 1401 und 1403 zu Unruhen in Magdeburg, die in der Zerstörung der bischöflichen Münze auf dem Alten Markt gipfelten.

## Verbreitung
Der Moritzpfennig hatte eine signifikante Verbreitung im ostfälischen Raum. Der Magdeburger Typ der breiten Moritzpfennige wurde in verschiedenen anderen Münzstätten nachgeahmt, darunter Helmstedt, Braunschweig, Hildesheim, Gittelde, Ballenstedt und Northeim.

## Darstellung und Symbolik

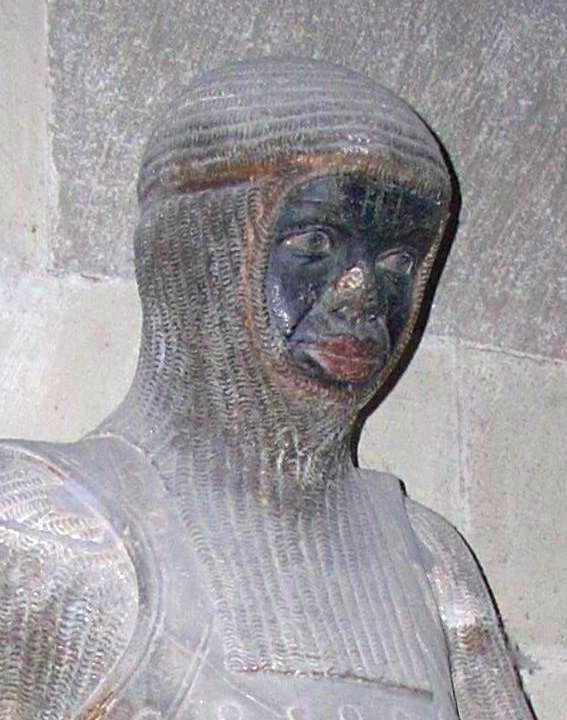
Skulptur des Heiligen Mauritius im Magdeburger Dom

Die Darstellung des heiligen Mauritius auf den Moritzpfennigen variierte im Laufe der Zeit. Frühe Prägungen zeigten oft nur das Kopfbild des Heiligen, während spätere Brakteaten ihn als gerüsteten Ritter mit dem militärischen Titel dux darstellten. Es existieren verschiedene Varianten mit Helm oder Heiligenschein, stehend oder sitzend mit Banner, Schwert oder Palmblatt haltend, über oder unter einem Bogen platziert oder zwischen Türmen positioniert.
Die Verwendung des Mauritius-Bildnisses auf Münzen war nicht auf Magdeburg beschränkt. In Coburg beispielsweise tauchten ab 1353 die ersten Mauritius-Darstellungen auf städtischen Münzen auf, nachdem das Coburger Land durch Erbfolge an das sächsische Herrschaftsgeschlecht der Wettiner gefallen war.